# Llista de bisbes d'Osma i d'Osma-Sòria
Aquesta és la Llista de bisbes d'Osma i d'Osma-Sòria, és a dir, dels bisbes que han ocupat la seu episcopal de l'antic Bisbat d'Osma i de l'actual Diòcesi d'Osma-Sòria.

## Llista
| Nom | Període     | Nota                                                                                                |
| --- | ----------- | --------------------------------------------------------------------------------------------------- |
| Joan I | ca. 597-606 | Primer bisbe documentat de la diòcesi d'Osma.                                                       |
| Gregori | ca. 610     | |
| Egila | ca. 633-656 | |
| Godescalc | ca. 657-678 | |
| Esteve |             | El cita només l'episcopologi, però no és esmentat per Moreno a la Prosopografia.                    |
| Severià | ca. 678-682 | |
| Sonna | ca. 682-693 | |
| Sonna és el darrer bisbe del període visigòtic documentat. Després es produeix la invasió musulmana i els bisbes passen a ser titulars. |             | |
| Sisenand | ca. 755     | Documentat a Santo Toribio de Liébana. Hom ha intuït que fos el d'Osma fugit després de la invasió. |
| Eteri | ca. 780-785 | |
| Felmir | ca. 881     | |
| Silo, O.S.B. | ca. 938     | |
| Restauració del bisbat el 1101 després de la conquesta de la ciutat d'Osma.                                                             |             | |
| Pere de Bourges, O.S.B. | 1101-1109   | |
| Raymond de Sauvetat | 1109-1125   | Nomenat arquebisbe de Toledo.                                                                       |
| Beltrán | 1126-1140   | |
| Esteban | 1141-1147   | |
| Juan | 1148-1174   | |
| Bernardo | 1174-1176   | |
| Miguel, O.S.B. | 1177-1184   | |
| García | 1185-1186   | |
| Martín Bazán | 1188-1201   | |
| Diego de Acebes | 1201-1207   | Ha rebut la consideració de venerable.                                                              |
| Rodrigo Jiménez de Rada | 1208-1209   | Nomenat arquebisbe de Toledo abans de ser consagrat bisbe d'Osma.                                   |
| Melendo | 1210-1225   | |
| Pedro Ramírez de Pedrola | 1225-1230   | Nomenat bisbe de Pamplona.                                                                          |
| Juan de Soria | 1231-1240   | Nomenat bisbe de Burgos.                                                                            |
| Pedro de Peñafiel | 1241-1246   | |
| Gil | 1246-1261   | |
| Agustín | 1261-1286   | |
| Juan Álvarez | 1286-1296   | |
| Juan Pérez de Ascarón | 1296-1329   | |
| Bernabé | 1329-1351   | |
| Gonzalo | 1351-1356   | |
| Alonso de Toledo, O.S.A. | 1356-1363   | Nomenat bisbe de Badajoz.                                                                           |
| Lorenzo Pérez | 1362-1367   | |
| Pedro Gómez Barroso | 1367-1372   | Nomenat bisbe de Conca.                                                                             |
| Juan García Palomeque | 1373-1374   | Nomenat bisbe de Badajoz.                                                                           |
| Juan de Villarreal | 1374-1379   | |
| Pedro Fernández de Frías | 1379-1410   | Cardenal. Nomenat bisbe de Sabina.                                                                  |
| Alonso Carrillo de Albornoz | 1411-1426   | Actua com a administrador apostòlic. Nomenat bisbe de Sigüenza.                                     |
| Juan de Cerezuela y Luna | 1426-1432   | Nomenat arquebisbe de Sevilla.                                                                      |
| Pedro de Castilla y Eril | 1432-1440   | Nomenat bisbe de Palència.                                                                          |
| Roberto Moya | 1440-1453   | |
| Pedro García Montoya | 1454-1474   | |
| Francisco de Santillana | 1475-1482   | Nomenat bisbe de Còrdova.                                                                           |
| Pedro González de Mendoza | 1482        | Actua com a administrador apostòlic. Nomenat arquebisbe de Toledo.                                  |
| Rafael Sansoni Riario | 1482-1493   | Actua com a administrador apostòlic. Nomenat bisbe de Conca.                                        |
| Alonso de Fonseca y Quijada | 1493-1505   | |
| Alfonso Enríquez | 1505-1523   | |
| Juan Pardo de Tavera | 1523-1524   | Nomenat arquebisbe de Santiago de Compostel·la.                                                     |
| García de Loaysa, O.P. | 1524-1532   | Nomenat bisbe de Sigüenza.                                                                          |
| Pedro González Manso | 1532-1537   | |
| Pedro Álvarez de Acosta | 1539-1563   | |
| Juan Sarmiento | 1563-1564   | Mort abans de ser consagrat.                                                                        |
| Honorat Joan | 1564-1566   | |
| Francisco Tello de Sandoval | 1567-1578   | Nomenat bisbe de Plasència.                                                                         |
| Alonso Velázquez | 1578-1583   | Nomenat arquebisbe de Santiago de Compostel·la.                                                     |
| Sebastián Pérez | 1583-1593   | |
| Martín Garnica | 1594        | |
| Pedro de Rojas, O.S.A. | 1595-1602   | |
| Enrique Enríquez, O.S.A. | 1602-1610   | Nomenat bisbe de Plasència.                                                                         |
| Fernando de Acevedo | 1610-1613   | Nomenat arquebisbe de Burgos.                                                                       |
| Francisco de Sosa, O.F.M. | 1613-1618   | |
| Cristóbal de Lobera y Torres | 1618-1623   | Nomenat bisbe de Pamplona.                                                                          |
| Martín Manso de Zúñiga | 1623-1630   | |
| Domingo Pimentel, O.P. | 1630-1633   | Nomenat bisbe de Còrdova.                                                                           |
| Francisco Villafañe | 1633-1639   | |
| Martín Carrillo Alderete | 1636-1641   | Nomenat arquebisbe de Granada                                                                       |
| Antonio Valdés Herrera | 1641-1653   | Nomenat bisbe de Còrdova.                                                                           |
| Juan de Palafox y Mendoza | 1653-1659   | |
| Nicolás de Madrid | 1660        | |
| Alfonso Enríquez | 1662-1663   | Nomenat bisbe de Plasència.                                                                         |
| Pedro de Godoy | 1664-1672   | Nomenat bisbe de Sigüenza.                                                                          |
| Antonio de Isla y Mena | 1672-1681   | |
| Sebastián de Arévalo y Torres | 1682-1704   | |
| Jorge Cárdenas Valenzuela | 1704-1705   | |
| Andrés Soto de la Fuente | 1706-1714   | |
| Felipe Antonio Gil de Taboada | 1715-1720   | Nomenat arquebisbe de Sevilla.                                                                      |
| Miguel Herrero Esqueva | 1720-1723   | Nomenat arquebisbe de Santiago de Compostel·la.                                                     |
| Jacinto Valledor y Presno | 1723-1730   | |
| José Barnuevo, O.S.B. | 1730-1735   | |
| Pedro de la Cuadra Achica | 1736-1741   | Nomenat arquebisbe de Burgos.                                                                       |
| Juan Antonio Oruña | 1744-1747   | |
| Pedro Clemente de Aróstegui | 1747-1760   | |
| Jacinto Aguado y Chacón | 1762-1764   | |
| Bernardo Antonio Calderón | 1764-1786   | |
| Joaquín de Eleta, O.F.M. | 1786-1788   | |
| José Constancio Andino | 1790-1793   | |
| Diego Melo de Portugal, O.S.A. | 1794-1795   | Nomenat bisbe de Jaén.                                                                              |
| Antonio Tavira Almazán | 1796-1798   | Nomenat bisbe de Salamanca.                                                                         |
| Francisco Ignacio Íñigo Angulo | 1798-1799   | |
| Juan Moya, O.F.M. | 1799-1801   | |
| José Antonio Garnica, O.F.M. | 1801-1810   | |
| Juan de Cavia y González | 1814-1831   | |
| Manuel Tarancón y Morón | 1831-1847   | Nomenat bisbe de Còrdova.                                                                           |
| Gregorio Sánchez Rubio, O.S.H. | 1847-1852   | Nomenat bisbe d'Àvila.                                                                              |
| Vicente Horcos, O.S.B. | 1852-1861   | |
| Pedro María Lagüera Menezo | 1861-1892   | |
| Victoriano Guisasola y Menéndez | 1893-1897   | Nomenat bisbe de Jaén                                                                               |
| José María García-Escudero | 1897-1909   | |
| Manuel Lago González | 1909-1917   | Nomenat bisbe de Tui.                                                                               |
| Mateo Mújica Urrestarazu | 1918-1923   | Nomenat bisbe de Pamplona.                                                                          |
| Miguel de los Santos Díaz | 1924-1935   | Nomenat bisbe de Cartagena.                                                                         |
| Tomás Gutiérrez Díez | 1935-1943   | Nomenat bisbe de Cadis.                                                                             |
| Saturnino Rubio y Montiel | 1944-1969   | El 1959 la diòcesi passa a anomenar-se Osma-Sòria                                                   |
| Teodoro Cardenal Fernández | 1969-1983   | Nomenat arquebisbe de Burgos.                                                                       |
| José Diéguez Reboredo | 1984-1987   | Nomenat bisbe d'Ourense.                                                                            |
| Braulio Rodríguez Plaza | 1987-1995   | Nomenat bisbe de Salamanca.                                                                         |
| Francisco Pérez González | 1995-2003   | Nomenat vicari general castrense.                                                                   |
| Vicente Jiménez Zamora | 2004-2007   | Nomenat bisbe de Santander.                                                                         |
| Gerardo Melgar Viciosa | 2008-2016   | |
| Abilio Martínez Varea | 2017-Avui   | |